# 罗斯柴尔德大道

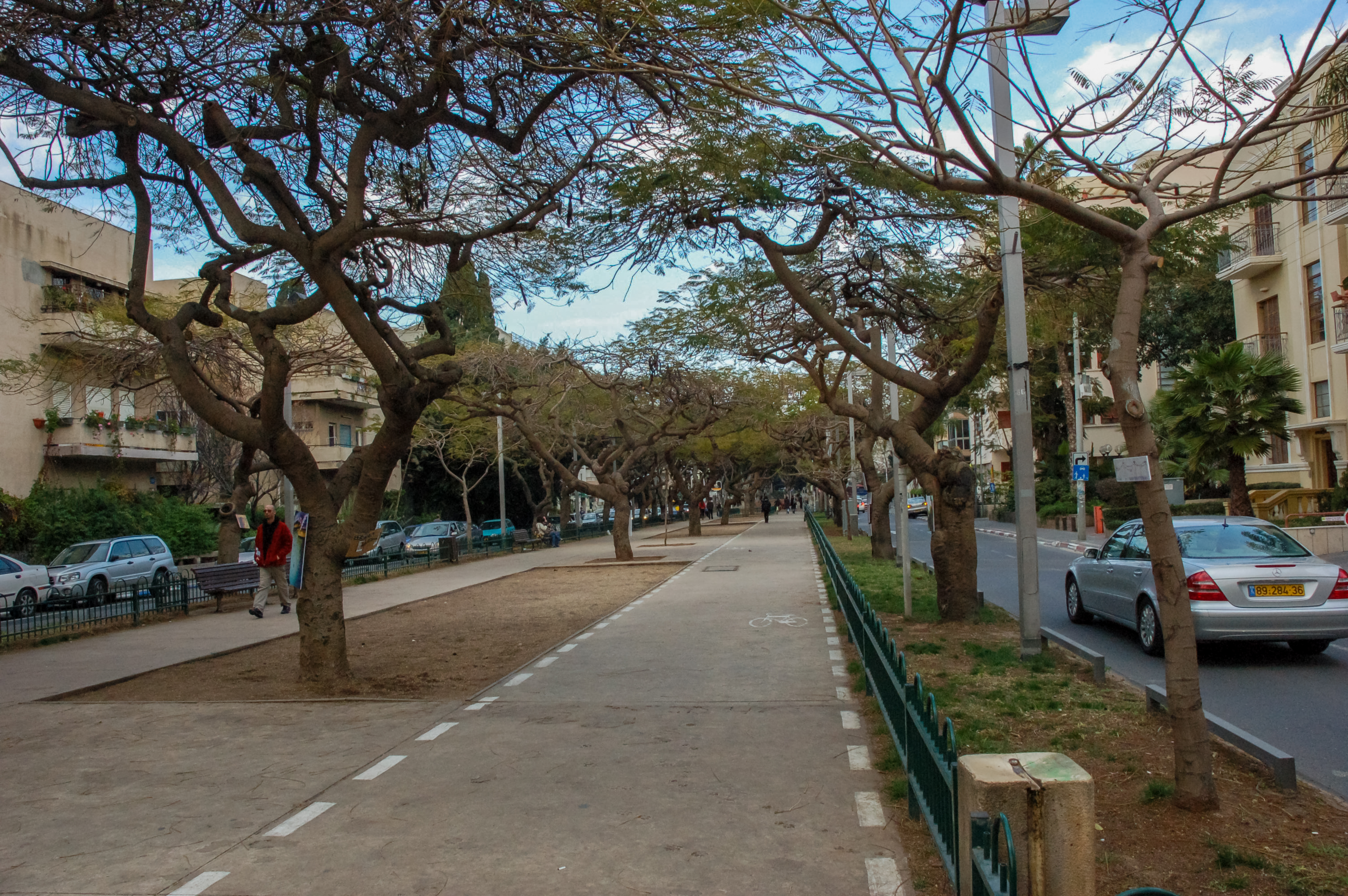
罗斯柴尔德大道的自行车道

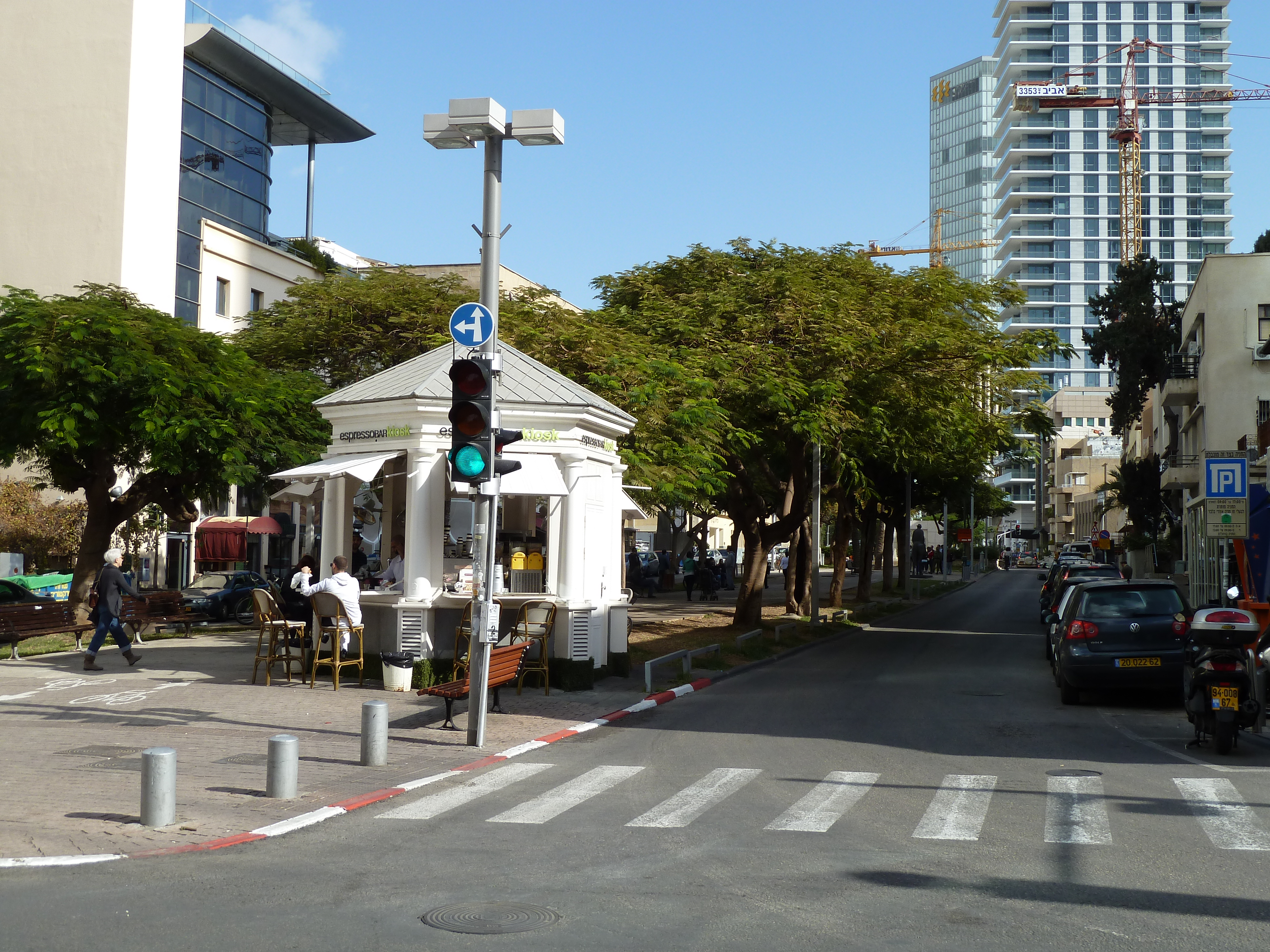
罗斯柴尔德大道和赫茨尔街拐角

罗斯柴尔德大道（羅馬化：Sderot Rotshild） 是以色列特拉维夫中心的主要街道之一，也是该市价值最昂贵的街道之一，以及主要旅游景点之一。。

## 历史

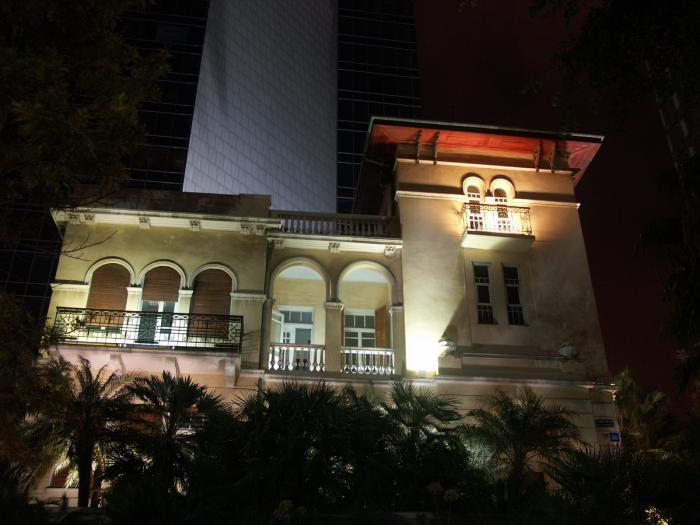
罗斯柴尔德大道的前俄罗斯大使馆

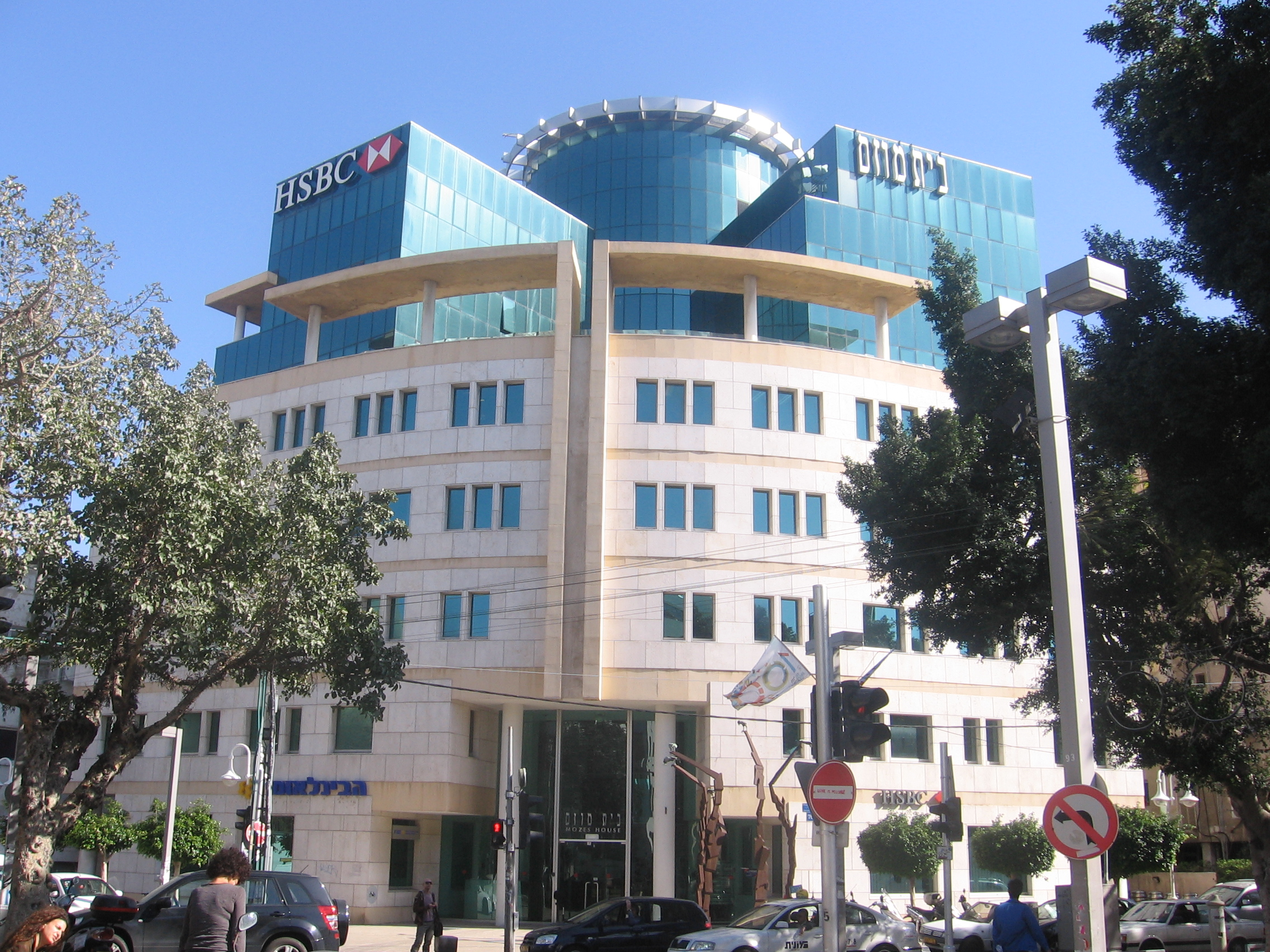
贝特摩西，罗斯柴尔德大道

罗斯柴尔德大道最初称为人民街（Rehov HaAm），后改以詹姆斯·爱德蒙·罗斯柴尔德男爵命名。
以色列独立宣言在罗斯柴尔德大道的独立厅签署。许多历史建筑都采用包豪斯或国际风格，是世界遗产特拉维夫白城的一部分。

## 金融中心

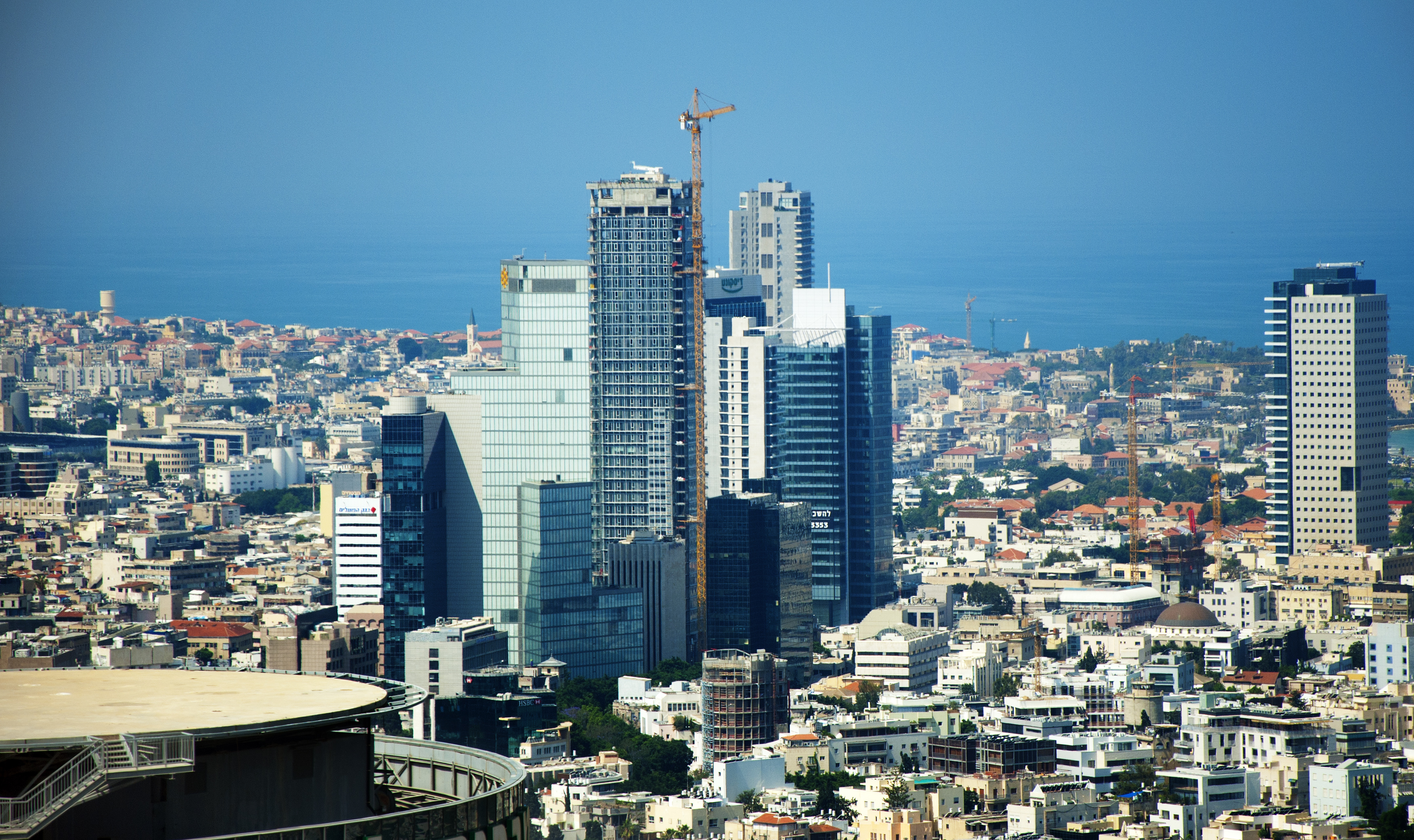
罗斯柴尔德大道高楼群

罗斯柴尔德大道是特拉维夫金融区的心脏地带。这里有第一国际银行大厦和汇丰银行。从60年代到80年代这条街遭遇城市衰败，到2005年又经历戏剧性的变革，历史建筑得到修复，居民开始回流，注入更新的文化能量。

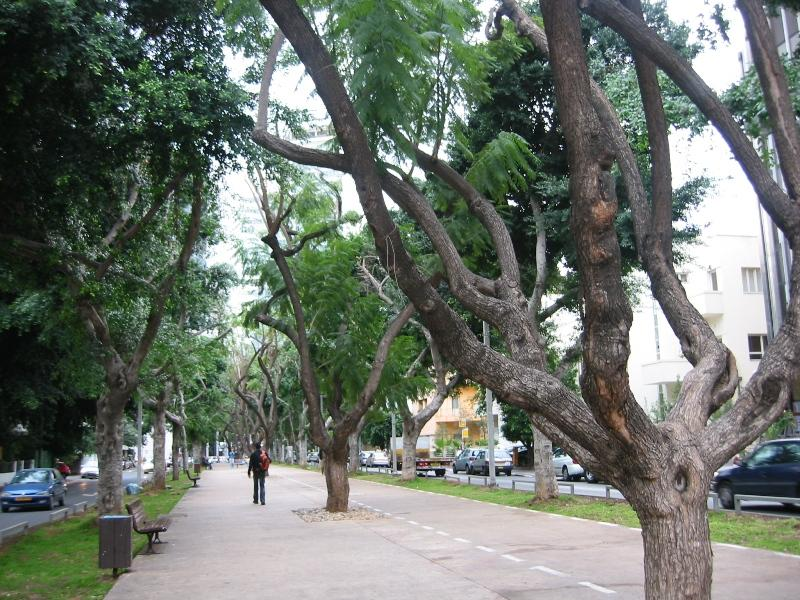